# عبد الله التميمي (لاعب كرة قدم إماراتي)
عبد الله محمد إسماعيل التميمي (مواليد 20 ديسمبر 1993) لاعب كرة قدم إماراتي يجيد اللعب كحارس مرمى مع نادي النصر الإماراتي .

## مسيرة اللاعب
لعب سابقاً مع نادي النصر و انتقل إلى نادي الفجيرة عام 2018 و عاد إلى نادي النصر في عام 2021.

## روابط خارجية
- عبد الله محمد إسماعيل على موقع Soccerway.com (الإنجليزية)